# Nikolaus Becker
Nikolaus Becker (Bonn, 1809. október 8. – Hünshoven, ma Geilenkirchen része, 1845. augusztus 28.) német költő, a híres «Rajnai dal» (Die Wacht am Rhein) korábbi verziója szerzője.

## Élete és munkássága
1830 és 1832 között jogot tanult a Bonni Egyetemen.
Leghíresebb műve a «Rajnai dal» (1840; kezdő sorai: «Sie sollen ihn nicht haben, den freien deutschen Rhein»), melyben a német politikai fölfogásnak épp akkor adott népies kifejezést, midőn Franciaországban a túlzók pártja a Rajna mindkét partjának elfoglalását sürgette. E dalra azután Müller és Lamartine feleltek ellentétes fölfogású költeményekkel. Beckernek e dala rendkívüli tetszésben részesült és a porosz király ezer tallér írói tiszteletdíjat utalványozott szerzőjének. Összegyűjtött költeményei (1841) hatás nélkül maradtak; kitűnt, hogy a költő igen középszerű tehetség. Meghalt mint bírósági hivatalnok Hünshovenben.

## Forrás
- Becker. In  A Pallas nagy lexikona. Szerk. Bokor József. Budapest: Arcanum – FolioNET. 1998.  ISBN 963 85923 2 X